# مقاطعة فورناس (نبراسكا)
مقاطعة فورناس (بالإنجليزية: Furnas County)‏ هي إحدى مقاطعات ولاية نبراسكا في الولايات المتحدة الأمريكية.